# Emil Müry-Dietschi
Emil Müry-Dietschi (* 15. Juni 1872 in Basel; † 25. August 1950 ebenda) war ein Schweizer Unternehmer und Politiker (LPS).

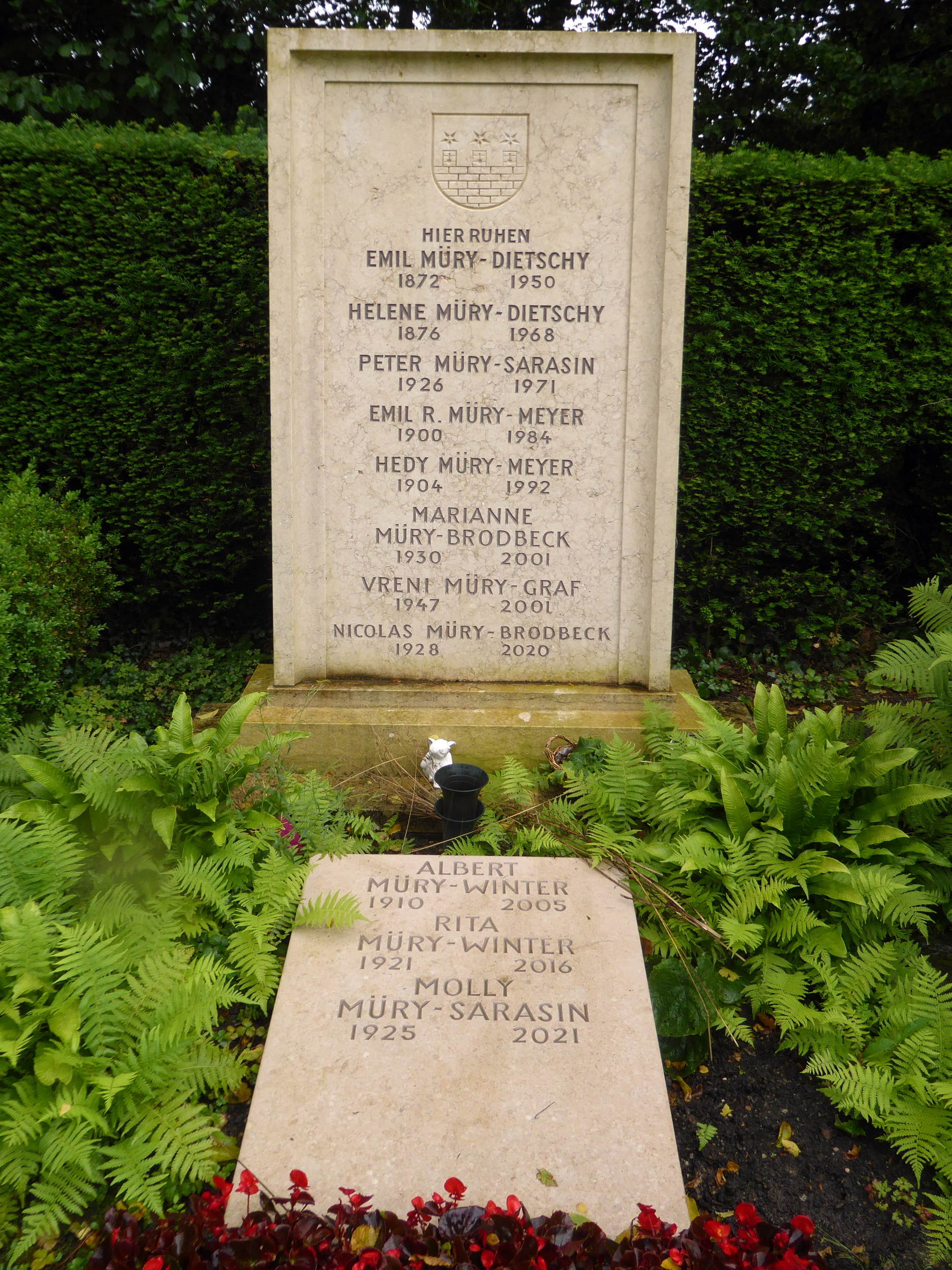
Grab auf dem Friedhof am Hörnli.

## Leben
Müry-Dietschi, der Sohn von Johann Emil Müry, trat in den 1890er Jahren in die E. Müry & Cie. ein, wurde bald deren Leiter und blieb es bis 1936. Von 1910 bis 1916 war er Präsident des Schweizerischen Grossistenverbandes und der Société suisse de surveillance économique. Ab 1915 war er für vier Wahlperioden liberaler Grossrat des Kantons Basel-Stadt. Von 1935 bis 1946 war er Präsident der Schweizer Mustermesse. 1941 wurde er von der Universität Basel zum Ehrendoktor der Staatswissenschaften ernannt. 1942 veröffentlichte er seine Lebenserinnerungen (OCLC 601831362).
Emil Müry-Dietschy war mit  Helene, geborene Dietschy (1876–1968) verheiratet. Ihre Söhne waren u. a. Emil und Albert. Seine letzte Ruhestätte fand er auf dem Friedhof am Hörnli.